# Ferdinand av Braunschweig-Wolfenbüttel
Ferdinand von Braunschweig-Wolfenbüttel, född 12 januari 1721, död 3 juli 1792, var en tysk hertig och preussisk militär. 

## Biografi
Ferdinand var son till furst Ferdinand Albrekt II av Braunschweig-Wolfenbüttel.
Ferdinand blev 1740 överste och deltog med utmärkelse i de två första schlesiska krigen. Under de följande åren var han sin svåger Fredrik II av Preussens närmaste lärjunge och vän och deltog efter sjuårskrigets utbrott vid huvudarmén i 1756 och 1757 års fälttåg.
I november 1757 fick han på Georg II:s begäran befälet över den huvudsakligen avlönade armén i nordvästra Tyskland. Inom denna brokigt sammansatta och av de föregående olyckorna demoraliserade armé återställde han hastigt ordningen och tukten och lyckades sedan ända till krigets slut hindra alla större framsteg av fransmännen och tillfoga dem flera nederlag, bland annat i slaget vid Krefeld 1758 och slaget vid Minden 1759. 1758 blev han fältmarskalk, men tog 1776 på grund av meningsskiljaktigheter med Fredrik II avsked och levde sedan utan tjänst. Ferdinand var frikostig i att hjälpa fattiga och behövande, särskilt gamla krigskamrater.